# Melitaea progressiva
Melitaea progressiva är en fjärilsart som beskrevs av Ksenzhopol'sky 1911. Melitaea progressiva ingår i släktet Melitaea och familjen praktfjärilar. Inga underarter finns listade i Catalogue of Life.